# Dyspteris trifilaria
Dyspteris trifilaria är en fjärilsart som beskrevs av Walker 1866. Dyspteris trifilaria ingår i släktet Dyspteris och familjen mätare. Inga underarter finns listade i Catalogue of Life.